# Ичко Димитров
 Тази статия е за солунския войвода на ВМОРО.  За малешевския вижте Христо Димитров – Кутруля.  За други хора със същото име вижте Христо Димитров.
Христо (Ичко) Димитров Комитов, известен като Гюпчето, Гюпчев или Паячкият лъв, e български офицер и революционер, ръководител на Солунския революционен окръг на Вътрешната македоно-одринска революционна организация.

## Биография

### Ранни години
Ичко Димитров е роден през 1880 година в земеделско семейство в гумендженското село Баровица, тогава в Османската империя, днес Кастанери, Гърция. Получава основно образование. Завършва трети прогимназиален клас в Гумендже, става член на ВМОРО през 1896 година като легален деец, а после четник при Апостол Петков, а от 1902 година е помощник войвода на Иванчо Карасулията. Ранен е в сражението от 21 март 1905 година край Лесково, в което загива войводата Иванчо. Ичко Димитров се изтегля на лечение в България и след това става самостоятелен войвода в Гумендженско от 1907 година. На 15 април същата година води сражение с турски аскер в Паяк планина, при което е ранен в крака и в лицето, след което повторно се изтегля в България на лечение.

### След Младотурската революция
След Младотурската революция от юли 1908 година се легализира и през 1909 година участва в похода към Цариград, след което се разпорежда с хотел „Балкан“ в Солун. След началото на Обезоръжителната акция на младотурците от 1910 година е принуден да бяга в България, откъдето заедно с войводите Христо Чернопеев, Апостол Петков и Въндо Гьошев повторно влиза в Македония. Ичко Димитров с малка чета действа в Гевгелийско, а Апостол Петков е определен за центрови войвода, но след убийството му на 2 август 1911 година Ичко Димитров поема ръководството на Солунски революционен окръг и за наказание заради убийството на Подстол войвода запалва къщата на Тодор Чифтеов. Тогава подчинени са му Иван Пальошев, който обикаля в района на Ениджевардарското езеро и Въндо Гьошев, който се разполага около Корнишор. През 1911 година заедно с Димитър Робков убива санданиста Коста Гацев, който отказва да възстанови революционната дейност в Баровица. Като отмъщение ренегатът Трайо Курлев убива бащата на Ичко Димитров. С идването на зимата Ичко Димитров се изтегля в България.
| Чета на Ичко Димитров, май 1912 | Чета на Ичко Димитров, май 1912 |
| Име                             | Родно място                     |
| ------------------------------- | ------------------------------- |
| 1. Михаил Радев Странджата      | Ески Джумая                     |
| 2. Георги Тодоров               | Сливен                          |
| 3. Димитър Робков               | Крива                           |
| 4. Христо Аргиров Чауша         | Чичегъс                         |
| 5. Дончо Мицков                 | Подвис                          |
| 6. Гоно Зайков                  | Крива                           |
| 7. Христо Търтев                | Баровица                        |
| 8. Тошо Хаджитошев              | Дойран                          |
| 9. Гоно Азъров                  | Гумендже                        |
| 10. Ичко Траянов                | Тушилово                        |
| 11. Никола Влашето              |                                 |
| 12. Васил Циганчето             |                                 |
| 13. Тома Радомирски             | Радомир                         |
| 14. Дончо                       | Джумая                          |
| 15. Йордан Русев                | Древено                         |
| 16. Вичо Киряков                | Сливен                          |
| 17. Стоян Салията               | Дебър                           |
| 18. Дончо Калъчов               | Кукуш                           |
| 19. Петко Новаков               |                                 |
| 20. Чамо                        |                                 |
| 21. Иван                        | Серменин                        |

През май 1912 година пристига в Кожух, начело на чета от 25 души, въоръжена и снабдена от Константин Дзеков. Снабдена е и с пълномощно от Тодор Лазаров. На 23 юли 1912 година четата му разбива тази на ренегата Христо Капитанчето, който е убит в сражението. След това сражение към Ичковата чета се присъединява ренегатът Тано Кудев - Данго. Данго (Данко) Баровски е харамия, бивш деец на ВМОРО, по-късно андарт, получил директива от гръцките духовни власти действа с българите срещу турците. Друг ренегат Никола Христов, с подкрепа от младотурския комитет, се установява в Ливада. Ичко Димитров пленява влашките мандраджии и овчари и влиза в преговори със селските ръководители, които признават организацията и избират Дако Фармакев за местен ръководител с помощник Мино Пържолов. След това се съединява с четата на Въндо Гьошев и закрепва статута на организацията в Паяк планина. Скоро след това залавя Лазар Доямов, който по-рано е пленил Димитър Гоцев от Гумендже и иска за него откуп от богатия му баща. Лазар Доямов отказва да се присъедини към четата и да изостави разбойничеството и е екзекутиран. На 19 септември 1912 година четата влиза в село Крива, но е предадена от Манчо Карпуцов и гъркоманския кмет Танас Кармезов. Скоро пристига турски аскер и четата влиза в тежко сражение. Селото е частично опожарено след артилерийски обстрел, доста мирни селяни са убити, а четата се изтегля към Корнишор на 20 септември. След това Ичко Димитров организира отмъщение за убийството на Апостол Петков. В Петгъс четникът му Данго убива Ичко и Никола Ичкови, а самият Ичко Димитров заедно с Въндо Гьошев се насочват към Крушаре, където залавят ренегатите Дино Тъпов и двама негови роднини и ги екзекутират. Влиза в Радомир и отвлича шестима четници на ренегата Трайко Курлев, а след това води сражение с турски аскер край връх Байраците на път за гевгелийско.
Ичко Димитров влиза в конфликт с другата българска чета в Кожух — тази на Коста Попето и секретаря му Ангел Динев, които обвиняват Ичко във върховизъм. Ангел Динев пише:
| „ | Четите на Дзекова бяха добре обмундирани и въоръжени. Те носеха специален тип печати изработени за околиите и окръга, които се отличаваха от приетия тип на печатите на ВМРО, с които войводите на Матова и ние в това число монополирахме. Войводата Ичко Димитров беше мандатьор на Дзекова. Той водеше със себе си войводи за отделните райони... Така например за Воденско беше определен Чауша, за Ениджевардарско - Митре Робката, за Гевгелийско - Странджата, за Гюмендженско — Данго. Сам Ичко окръжен войвода, а капитан Тодоров – секретар на окръжието. | “ |

С помощта на Алберт Сониксен, представител на ВМОРО в САЩ, Димитров прави опит да подобри въоръжението на четите с новоизобретените по това време картечници.

### По време на войните за национално обединение
В началото на Балканската война в 1912 година като ръководител на Солунския революционен окръг участва в организацията на обособените околии, в мобилизацията на четите и милицията по места, която подпомага действията на Седма пехотна рилска дивизия освободила района от Гевгели до Солун. Ичко Димитров получава офицерски чин в Българската армия и служи като войвода на Първа отделна партизанска рота заедно с Георги Тодоров. Четите на Димитров, Тодоров и Михаил Странджата освобождават Гумендже и привличат и много нови сили, които наред с активните четници се вливат в редовете на Македоно-одринското опълчение. На 18 октомври напада жп моста край село Удово с цел да го взриви, но там заварва пристигнали сръбски войни. На 19-20 октомври влиза в опразнения от турски войски и администрация Гевгели.
По-късно Димитров служи в Първа рота на Четиринадесета воденска дружина и в Сборната партизанска рота. Награден е с орден „За храброст“ IV степен. В началото на Междусъюзническата война напада сърбите при Моин, след което напредва към Гумендже. При отстъплението на българските войски преминава на левия бряг на Вардар, където дава сражение и загиват четниците му Тома Дураков от Енидже Вардар, Ичко Караджов и Тано Танчев от Гумендже.
| Първа отделна партизанска рота с командир Христо Димитров | Първа отделна партизанска рота с командир Христо Димитров | Първа отделна партизанска рота с командир Христо Димитров | Първа отделна партизанска рота с командир Христо Димитров | Първа отделна партизанска рота с командир Христо Димитров | Първа отделна партизанска рота с командир Христо Димитров |
| Номер                                                     | Име                                                       | Години                                                    | Околия                                                    | Селище                                                    | Бележка                                                   |
| --------------------------------------------------------- | --------------------------------------------------------- | --------------------------------------------------------- | --------------------------------------------------------- | --------------------------------------------------------- | --------------------------------------------------------- |
|                                                           | Ангел Стоянов                                             | 28                                                        | Ениджевардарско                                           | Бубакево                                                  |                                                           |
|                                                           | Андон Димов                                               | 28 (30)                                                   | Валовищко                                                 | Хаджи бейлик                                              |                                                           |
|                                                           | Атанас Златев                                             | 25                                                        | Ениджевардарско                                           | Корнишор                                                  |                                                           |
|                                                           | Атанас Танурев                                            | 20                                                        | Ениджевардарско                                           | Корнишор                                                  |                                                           |
|                                                           | Вангел Дубинов (Дубев, Дубин)                             | 25                                                        | Ениджевардарско                                           | Гумендже                                                  |                                                           |
|                                                           | Гоно Вълканов Мяската                                     | 20 (21)                                                   | Ениджевардарско                                           | Гумендже                                                  |                                                           |
|                                                           | Гоно Петров                                               | 48                                                        | Дойранско                                                 | Брайковци                                                 |                                                           |
|                                                           | Гоце Аргиров                                              | 24                                                        | Ениджевардарско                                           | Енидже Вардар                                             |                                                           |
|                                                           | Гоно Петров Азъров (Хазяров)                              | 30 (36)                                                   | Ениджевардарско                                           | Гумендже                                                  |                                                           |
|                                                           | Димитър Арабаджиев                                        | 20 (21)                                                   | Гевгелийско                                               | Гевгели                                                   |                                                           |
|                                                           | Димитър Вълканов Мяската                                  | 20 (21)                                                   | Ениджевардарско                                           | Гумендже                                                  |                                                           |
|                                                           | Димитър (Дино) Анъков (Аняков)                            | 22                                                        | Ениджевардарско                                           | Крива                                                     |                                                           |
|                                                           | Димитър Георгиев Еленкин (Еленко)                         | 38 (45)                                                   | Ениджевардарско                                           | Крива                                                     |                                                           |
|                                                           | Димитър Шотев (Шодев)                                     | 35                                                        | Ениджевардарско                                           | Гумендже                                                  |                                                           |
|                                                           | Дино Гонов                                                | 31                                                        | Гевгелийско                                               | Мачуково                                                  |                                                           |
|                                                           | Дино Гонов                                                | 34 (35)                                                   | Гевгелийско                                               | Палюрци                                                   | убит на 9 юли 1913                                        |
|                                                           | Дино (Диньо, Диме) Карагеоргиев                           | 46 (48)                                                   | Ениджевардарско                                           | Гумендже                                                  |                                                           |
|                                                           | Иван Аврамов                                              | 21                                                        | Ениджевардарско                                           | Енидже Вардар                                             |                                                           |
|                                                           | Иван Андонов Ангов                                        | 29 (30)                                                   | Гевгелийско                                               | Гърчище                                                   |                                                           |
|                                                           | Иван Робков (Ропков)                                      | 28                                                        | Ениджевардарско                                           | Крива                                                     |                                                           |
|                                                           | Костадин Хаджигаев                                        | 22                                                        | Ениджевардарско                                           | Енидже Вардар                                             |                                                           |
|                                                           | Лазо Трайков                                              | 35                                                        | Ениджевардарско                                           | Кониково                                                  |                                                           |
|                                                           | Леонид Стойков                                            | 22 (29)                                                   | Гевгелийско                                               | Гърчище                                                   |                                                           |
|                                                           | Манол Георгиев (Георгев)                                  | 24 (25)                                                   | Гевгелийско                                               | Ошин                                                      |                                                           |
|                                                           | Мино Панайотов                                            | 45                                                        | Ениджевардарско                                           | Гумендже                                                  |                                                           |
|                                                           | Мино Панайотов                                            | 45                                                        | Ениджевардарско                                           | Гумендже                                                  |                                                           |
|                                                           | Мито Аврамчев                                             | 26                                                        | Гевгелийско                                               | Стояково                                                  |                                                           |
|                                                           | Мито Андонов                                              | 24                                                        | Гевгелийско                                               | Балинци                                                   |                                                           |
|                                                           | Мито Андонов                                              | 25                                                        | Гевгелийско                                               | Гявато                                                    |                                                           |
|                                                           | Мито Аризанов                                             | 27                                                        | Дойранско                                                 | Сурлово                                                   |                                                           |
|                                                           | Никола Андонов                                            |                                                           | Гевгелийско                                               | Конско                                                    |                                                           |
|                                                           | Никола Антонов                                            | 33 (34)                                                   | Ениджевардарско                                           | Енидже Вардар                                             |                                                           |
|                                                           | Никола Григоров Арнаудов                                  | 28 (30)                                                   | Гевгелийско                                               | Стояково                                                  | кръст „За храброст“ IV степен                             |
|                                                           | Никола Митрев                                             |                                                           | Гевгелийско                                               | Ливада                                                    |                                                           |
|                                                           | Пеньо Николов                                             |                                                           | Солунско                                                  | Куфалово                                                  |                                                           |
|                                                           | Стоян Андонов Иванов                                      | 21 (22, 23)                                               | Гевгелийско                                               | Боймица                                                   |                                                           |
|                                                           | Теофан Гонев                                              | 25                                                        | Гевгелийско                                               | Палюрци                                                   |                                                           |
|                                                           | Тимчо Ковански                                            | 35                                                        | Гевгелийско                                               | Кованец                                                   |                                                           |
|                                                           | Тодор Ангов                                               | 25                                                        | Гевгелийско                                               | Палюрци                                                   |                                                           |
|                                                           | Тодор Андонов                                             | 23 (28)                                                   | Гевгелийско                                               | Миравци                                                   | бронзов медал                                             |
|                                                           | Тодор Хаджимихайлов                                       | 35 (37)                                                   | Ениджевардарско                                           | Гумендже                                                  |                                                           |
|                                                           | Тома Продромов                                            | 48                                                        | Гевгелийско                                               | Хума                                                      |                                                           |
|                                                           | Христо Андонов                                            | 25                                                        | Гевгелийско                                               | Гърчище                                                   |                                                           |
|                                                           | Христо Андонов                                            | 20                                                        | Гевгелийско                                               | Гявато                                                    |                                                           |
|                                                           | Христо Атанасов                                           | 33                                                        | Ениджевардарско                                           | Пилорик                                                   |                                                           |
|                                                           | Христо Атанасов                                           |                                                           | Ениджевардарско                                           | Тушилово                                                  |                                                           |
|                                                           | Христо Божинов (Божанов)                                  | 28 (30)                                                   | Ениджевардарско                                           | Гумендже                                                  | бронзов медал                                             |

През Първата световна война е командир на разузнавателен отряд в Паяк планина. Участва в потушаването на Топлишкото въстание през 1917 година като началник на планински взвод.
След края на войната в 1919 година Ичко Димитров пръв заминава като войвода за Гевгелийска околия, в която е изградена широка революционна мрежа на възродената ВМРО. Тежко ранен в сражение със сръбската войска на 14 септември 1920 година при преминаване на Вардар край село Удово се самоубива. Съобщенията в пресата дават противоречиви сведения за смъртта му. Сръбският вестник „Правда“ дава информация, че в битката загива само войводата. Докато в българския вестник „Македония“ в брой 83/1920 година пише: „Доколкото знаем, Ичко Димитров след погрома през 1918 година остана в родното си место и оттогава не е дохождал в България“.
След смъртта му за гевгелийски войвода е избран Стоян Мандалов. След освобождението на Вардарска Македония през 1941 година братът на Ичко Димитров, Георги Димитров, устройва церемония и панихида в памет на войводата на лобното му място.

## Статии за Ичко Димитров – Гюпчев
- "Ичко Димитров - Гюпчев; Из революционните борби в Паяк Планина" – Статия от Христо Шалдев публикувана в списание „Илюстрация Илинден“, книга 27, 28, 29, 30, 31, София, 1931 година